# Fontanarosa (Italia)
Fontanarosa es uno de los 119 municipios o comunas ("comune" en italiano) de la provincia de Avellino, en la región de Campania. Con cerca de 3.426 habitantes, según el censo de 2005, se extiende por una área de 16,75 km², teniendo una densidad de población de 204,54 hab/km². Linda con los municipios de Gesualdo, Grottaminarda, Luogosano, Mirabella Eclano, Paternopoli, y Sant'Angelo all'Esca

## Demografía
| Gráfica de evolución demográfica de Fontanarosa entre 1861 y 2001 |
|                                                                   |
| Fuente ISTAT - elaboración gráfica de Wikipedia                   |

- Datos: Q55034
- Multimedia: Fontanarosa / Q55034

1. ↑  Worldpostalcodes.org, código postal n.º 83040.
2. ↑  «Codici Catastali». Comuni-italiani.it (en italiano). Consultado el 29 de abril de 2017.